# Фівіццано
Фівіццано (італ. Fivizzano) — муніципалітет в Італії, у регіоні Тоскана,  провінція Масса-Каррара.
Фівіццано розташоване на відстані близько 330 км на північний захід від Рима, 105 км на північний захід від Флоренції, 23 км на північ від Масси.
Населення — 8032 особи (2014).

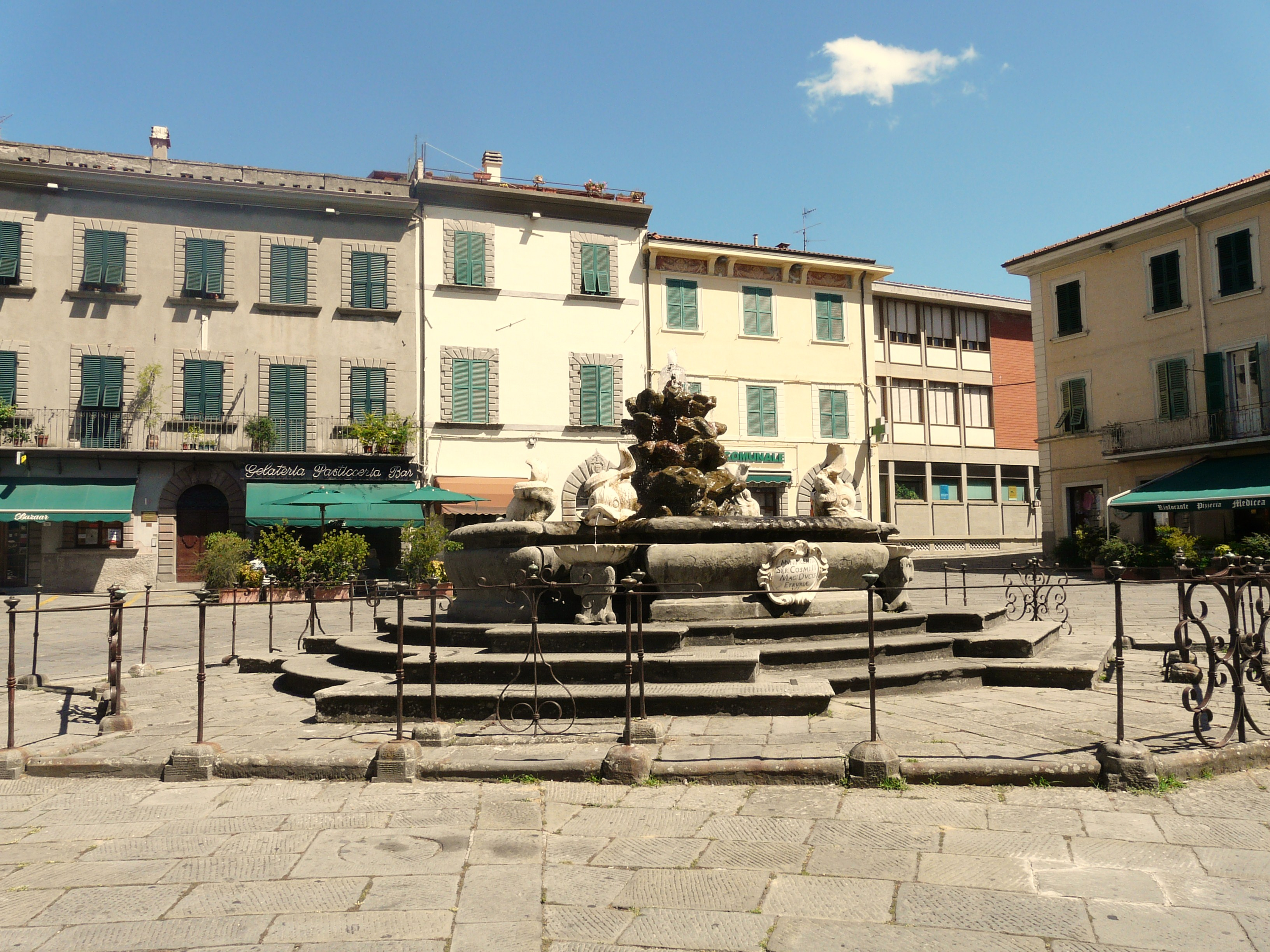

Щорічний фестиваль відбувається 17 січня. Покровителі — святий Антоній Великий.

## Демографія
Населення за роками:

Станом на 1 січня 2023 року в муніципалітеті офіційно проживало 427 іноземців з 44 країн, серед них 137 громадян країн Євросоюзу та 9 громадян України.

## Сусідні муніципалітети
- Аулла
- Каррара
- Казола-ін-Луніджана
- Колланья
- Комано
- Фоздіново
- Ліччана-Нарді
- Масса
- Мінуччано
- Сіллано-Джункуньяно